# 마르코스 페레스 히메네스

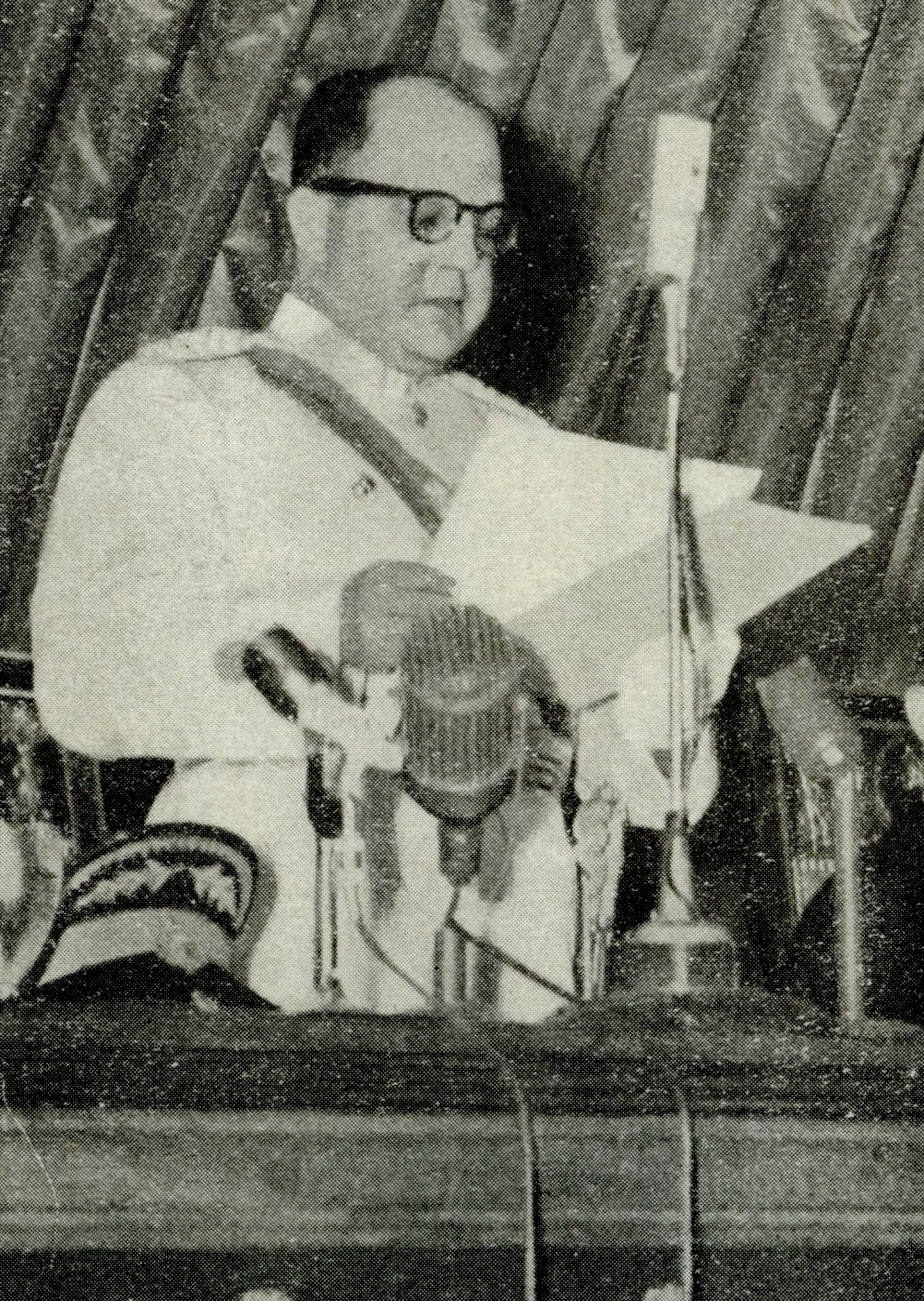
마르코스 페레스 히메네스

마르코스 페레스 히메네스(스페인어: Marcos Pérez Jiménez, 1914년 4월 25일 ~ 2001년 9월 20일)는 베네수엘라의 군부 정치가이다. 본명은 마르코스 에방헬리스타 페레스 히메네스(스페인어: Marcos Evangelista Pérez Jiménez)이고, 1952년부터 6년간 베네수엘라의 대통령으로 재임하면서 반공 독재 체제를 구축하였다.
미첼레나 출신. 농부의 아들로 태어났으나 군 사관 학교를 졸업, 군인의 길을 걷는다. 이후 군부를 지지하였으며, 로물로 베탕쿠르(민주주의의 상징으로 손꼽힌다)를 몰아내기 위한 쿠데타에 참가했다. 쿠데타의 성공으로 베탕쿠르는 가예고스와 함께 망명한다. 카를로스 델가도 찰바우드가 공산당을 추방하였고, 군사정권을 수립했으나 암살당했다. 이후 헤르만 수아레스 플라메리치에 의해 민주정권을 수립했으나, 페레스는 이를 비난했다. 그는 군의 지지를 받고 수아레스를 몰아냈으며, 이후 임시대통령으로 추대되었다.
1953년 정식으로 대통령 업무를 수행하기 시작했다. 이후 그는 도로 및 교량 건설, 정부 청사, 주택 건설 등 개혁정책들을 실시하였으며, 국명을 '베네수엘라 합중국'에서 '베네수엘라 공화국'으로 바꾸었다. 이렇게, 그의 집권 기간 동안 베네수엘라의 경제는 급속도로 발전했다. 다른 한편으로는 야당 탄압, 고문 등으로 독재자라는 비난을 듣게 되었다. 또한 강력한 반공 정책으로 수많은 반대파들이 '공산주의자'로 낙인찍혀 가혹한 처벌을 받았다. 거기다가 1957년 대선에서 유권자들에게만 투표권을 주었고, 이를 통해 재선에 성공하였다. 그러나 국민들의 반감을 샀으며, 곧바로 반정부 시위로 번졌다. 시위가 격화되자 이를 이기지 못해 망명을 택했다. 2001년 스페인에서 심장마비로 사망했다.

## 같이 보기
- 베네수엘라의 역사
- 베네수엘라의 정치